# Convento de Santa Marta (Évora)
O Convento de Santa Marta também conhecido como Recolhimento de Santa Marta, Irmandade das Almas do Clero ou Igreja de Santa Marta fica situado na Rua de Santa Marta na freguesia de Santo Antão, em Évora.
O Convento de Santa Marta foi inaugurado em 1661 para servir a Irmandade das Almas do Clero
Devido à extinção das Ordens Religiosas, em 1834 o convento foi vendido em hasta pública mas continuando a igreja e as salas onde se instalava a Irmandade das Almas do Clero propriedade da Igreja Católica.